# Cromard Special
Cromard Special – samochód wyścigowy projektu Boba Spikinsa, skonstruowany przez niego pod szyldem Cromard, marki Laystall. Rywalizował w niewielu wyścigach na początku lat 50.

## Geneza
Chociaż Cromard Special został zbudowany zimą na przełomie 1950 i 1951 roku, to jego początki sięgają roku 1948. Pierwotny projekt samochodu pochodził od F.R.G. Spikinsa, szefa firmy Laystall Engineering w Wolverhampton. Spikins przed II wojną światową zainteresował się budową samochodów tego typu. Cromard Special był w całości finansowany przez niego i traktowany jako hobby.
Na początku samochód był określany jako Spikins Special. Jego podstawą był należący m.in. do Raymonda Sommera Amilcar C6 z sześciocylindrowym doładowanym silnikiem sześciocylindrowym, który został zastąpiony półtoralitrową jednostką Lea-Francis. Już w trakcie pierwszej fazy rozwoju samochodu konieczna okazała się wymiana skrzyni biegów Amilcar, która nie była w stanie odpowiednio dystrybuować mocy dostarczanej przez nowy silnik. W jej miejsce założono skrzynię E.N.V. Unowocześniono także zawieszenie, które wyposażono w części Volkswagena. Z przodu zmodyfikowano wahacze wzdłużne i drążek skrętny, a z tyłu umieszczono dyferencjał Volkswagena i zamontowano zawieszenie wahliwe.
Podczas wyścigów kierowcą samochodu był głównie Basil de Mattos, pracownik Laystall i przyjaciel Spikinsa. W debiucie samochodu 12 września 1948 roku w deszczowym wyścigu górskim Prescott Hill Climb Spikins i de Mattos zajęli odpowiedni 9. i 10. miejsce w klasie 1500 cm³. Tydzień później kierowcy ci uczestniczyli w sprinterskim wyścigu w Goodwood; de Mattos był trzeci w swojej grupie.
Na początku 1949 roku samochód nie dojechał do mety w wyścigach Lavant Cup i Manx Cup. Następnie Spikins wygrał klasę 1500 cm³ w konkursie prędkości w Brighton, a tydzień później de Mattos zajął czwarte miejsce w wyścigu górskim International Prescott Hill Climb. Tydzień później de Mattos był dziesiąty w wyścigu Lavant Trophy w Goodwood.
Pod koniec 1949 roku części Volkswagena z tyłu samochodu zostały wymienione, a pojemność silnika wzrosła do 1767 cm³. Silnik dysponował także większą mocą i został zmodyfikowany poprzez wymianę wału korbowego, korbowodów, wałków rozrządu i mechanizmu rozrządu. W tym okresie prace nad nadwoziem przejęli Jimmy Raynes i Bernard Rodgers z małej firmy Raybern Cars w Richmond. Raynes i Rodgers zmodyfikowali tył samochodu, używając dyferencjału E.N.V. przyłączonego do tyłu nadwozia. By ustawić osie, zastosowano dwa drążki reakcyjne. Samochód został następnie przemianowany na Cromard – tuleje cylindrowe produkowane przez Laystall.
Cromard Special został zgłoszony 10 kwietnia 1950 roku do wyścigu Lavant Trophy, ale podczas treningów de Mattos uszkodził go i nie wystartował w wyścigu. Podczas treningów w trakcie Manx Cup uszkodzeniu uległa tylna oś i samochód również nie był zdolny do startu. Na konkurs prędkości w Brighton Spikins zamontował mocniejszy silnik, ale w trakcie wyścigu koziołkował, kiedy zamiast drugiego biegu przez omyłkę wrzucił wsteczny. Zwycięzca Prescott Hill Climb, Dennis Poore, spróbował ścigać się w tych zawodach także Cromardem, ale ustalił czas o 5 sekund gorszy niż Alfą Romeo. Starczyło to jednak na zajęcie trzeciego miejsca w klasie. Poore rywalizował też w wyścigu Walsh Hill Climb z zamontowanym silnikiem 1496 cm³, kończąc go na drugiej pozycji w klasie. 30 września de Mattos nie ukończył Madgwick Trophy. Następnie uczestniczył w wyścigu z handicapem, w którym był trzeci. W wyścigu w Castle Combe był trzeci w klasie od 1500 cm³ do 2500 cm³.

## Nowy model
Ze względu na fakt, iż nadwozie nadal opierało się na starym Amilcarze, przez co było zbyt elastyczne, zwrócono się do Raybern Cars z prośbą o pomoc przy budowie nowego samochodu z wykorzystaniem części starego. Firma Raybern rozwinęła kratownicę przestrzenną o konstrukcji typowej dla samochodów typu Special, która charakteryzowała się lekkością i solidnością. Z przodu wykorzystano wahacze wzdłużne Volkswagena, ale laminowane drążki skrętne zostały zmodyfikowane, podczas gdy zębatkowy układ kierowniczy Citroëna został sprzężony z ramionami zwrotnicy. Zawieszenie i układ jezdny, zaprojektowane przez Raybern pod koniec 1950 roku, zostały przebudowane w celu przystosowania do nowego nadwozia i preselekcyjnej skrzyni biegów Armstrong Siddeley. Wykorzystane zostały także nowe chłodnice Gallay. Zbiorniki paliwa znajdowały się po obu stronach samochodu, obok kierowcy. Laystall wyprodukował bębny hamulcowe, które zostały zaprojektowane dla Austina A90. Następnie do nowego nadwozia zamontowano silnik Lea-Francis o pojemności 1767 cm³ ze średnicą cylindra 75 mm i skokiem tłoka 100 mm. Zimą silnik zmodyfikowano i osiągał on moc maksymalną 130 KM przy 6000 rpm, korzystając z czterech gaźników SU i dysponując stopniem sprężania równym 13,5:1.
Ten samochód zadebiutował w 1951 roku w Lavant Cup, w którym Basil de Mattos uzyskał dziewiąte miejsce, jedno wyżej od Connaughta korzystającego z silnika Lea-Francis. W zawodach Madgwick Cup samochodu użył właściciel Smethwick Garage Ken Wharton, który zajął nim szóste miejsce. W Grand Prix des Frontieres samochód korzystał z dwóch gaźników SU. W zawodach tych de Mattos prowadził w pierwszym wyścigu, ale na ostatnim okrążeniu złamał się drążek reakcyjny. W tym samym wyścigu śmiertelnemu wypadkowi we Frazerze-Nashu uległ właściciel samochodu, Bob Spikins. Pod koniec lata Basil de Mattos ścigał się Cromardem w konkursie w Brighton (trzecie miejsce w klasie) oraz w wyścigu w Prescott. We wrześniowym wyścigu w Goodwood de Mattos oddał swoje zgłoszenie Kenowi Whartonowi. W pierwszym wyścigu nie został sklasyfikowany, a w drugim – z handicapem – wygrał.
Przed sezonem 1952 samochód został nabyty przez Petera Clarka, który udostępnił go Joyce Howard. 6 września 1952 Howard rywalizowała w wyścigu Wakefield Trophy, gdzie po dobrym starcie w deszczowych warunkach w jej samochodzie doszło najpierw do usterki osi, a następnie do wycieków cieczy chłodzącej.
25 lipca 1953 roku Howard wzięła udział w wyścigu Formuły 2 USAF Trophy na torze Snetterton, ale wycofała się po pierwszym okrążeniu. Ponownie samochód pojawił się w wyścigu w latach 90., podczas historycznych zawodów.

## Dalsze losy modelu
Pod koniec 2001 roku ówczesny właściciel samochodu, niemieccy dilerzy samochodów historycznych Auto Salon Singen AG, przekazali listę dotychczasowych właścicieli., którymi byli: F. Spikins (1950–1951), B. de Mattos (1951–1952), J. Howard (1952–1960), M. Bourchier (1960–1963), R. Crump (1963–1966), G. Russell (1966–1972), C. Sheriff (1972–1989), M. Siay (1989–1993), C.D. Kaas (1993–1994) i R. Tobisch (1994–2000). Dilerzy powiedzieli także, że w 1985 roku samochód został odrestaurowany, przypuszczalnie przez C. Sheriffa (lub na jego zlecenie), który był zarazem właścicielem i kierowcą pojazdu, a także, że ostatnie dokumenty FIA zostały dostarczone w 1994 roku oraz że samochód ścigał się w Festiwalu w Goodwood i innych imprezach historycznych.